# Torneo di Wimbledon 2000
Il Torneo di Wimbledon 2000 è stata la 114ª edizione del Torneo di Wimbledon e terza prova stagionale dello Slam. Si è giocato dal 26 giugno al 9 luglio 2000. Il torneo ha visto vincitore l'americano Pete Sampras nel singolare maschile, mentre in quello femminile si è imposta l'americana Venus Williams. Nel doppio maschile hanno trionfato gli australiani Todd Woodbridge e Mark Woodforde, il doppio femminile è stato vinto dalle statunitensi Serena Williams e Venus Williams e nel doppio misto hanno vinto Kimberly Po con Don Johnson.

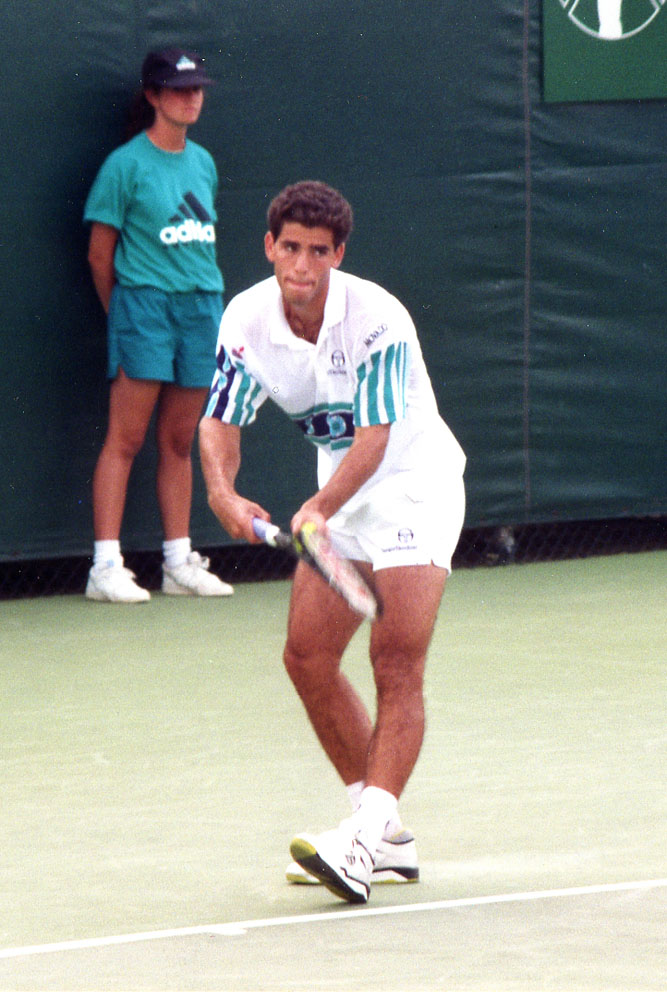
Pete Sampras vince il 7º titolo a Wimbledon e raggiunge il record assoluto di William Renshaw

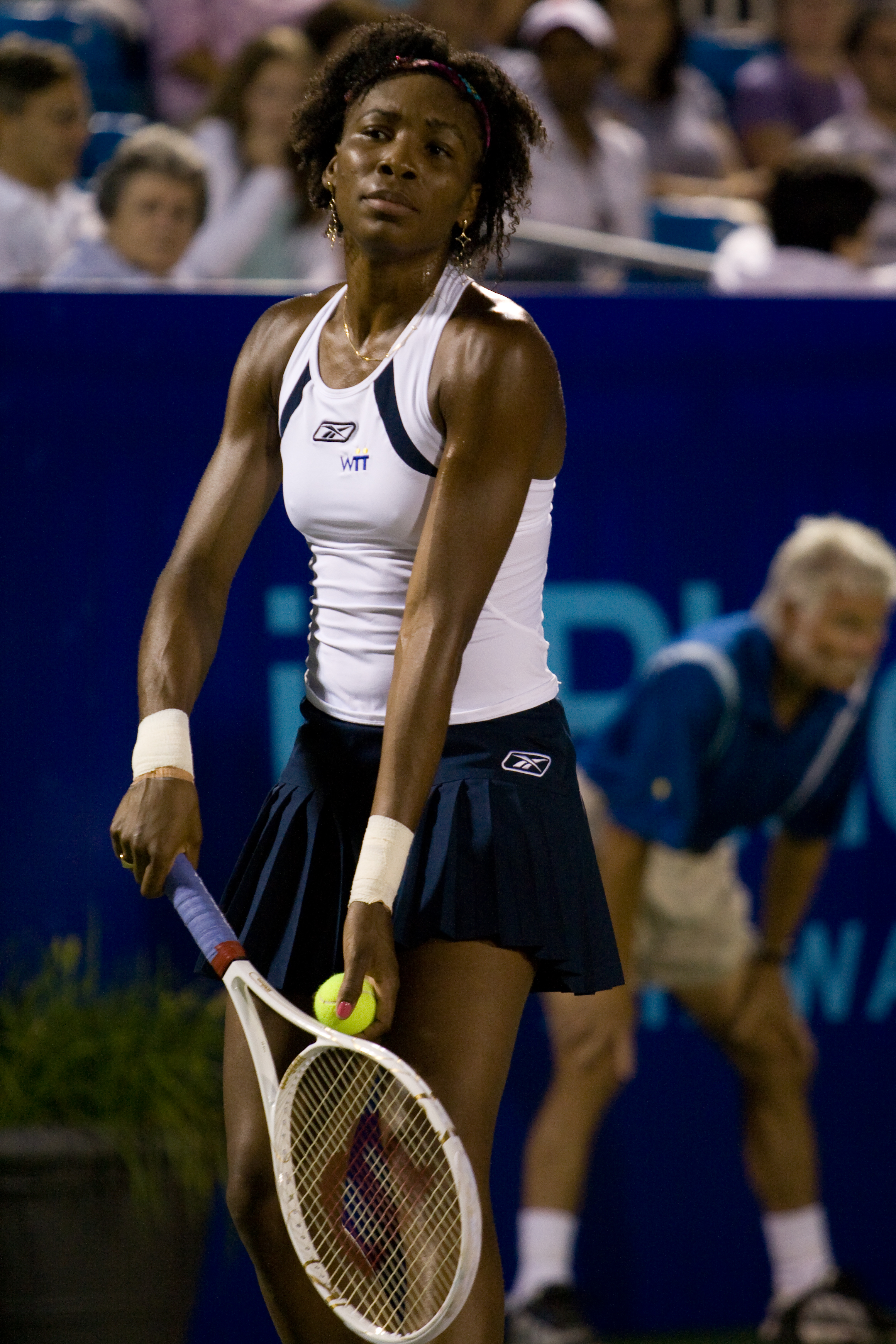
Venus Williams vince il 1º titolo a Wimbledon

## Risultati

### Singolare maschile
Pete Sampras ha battuto in finale  Patrick Rafter col punteggio di 6(10)–7, 7–6(5), 6–4, 6–2

### Singolare femminile
Venus Williams ha battuto in finale  Lindsay Davenport col punteggio di 6–3, 7–6(3)

### Doppio maschile
Todd Woodbridge /  Mark Woodforde hanno battuto in finale  Paul Haarhuis /  Sandon Stolle col punteggio di 6–3, 6–4, 6–1

### Doppio femminile
Serena Williams /  Venus Williams hanno battuto in finale  Julie Halard-Decugis /  Ai Sugiyama col punteggio di 6–3, 6–2

### Doppio misto
Kimberly Po /  Don Johnson hanno battuto in finale  Kim Clijsters /  Lleyton Hewitt col punteggio di 6–4,7–6(3)

## Junior

### Singolare ragazzi
Nicolas Mahut ha battuto in finale  Mario Ančić col punteggio di 3–6, 6–3, 7–5

### Singolare ragazze
María Emilia Salerni ha battuto in finale  Tetjana Perebyjnis col punteggio di 6–4, 7–5

### Doppio ragazzi
Dominique Coene /  Kristof Vliegen hanno battuto in finale  Andrew Banks /  Benjamin Riby col punteggio di 6–3, 1–6, 6–3

### Doppio ragazze
Ioana Gaspar /  Tetjana Perebyjnis hanno battuto in finale  Dája Bedáňová /  María Emilia Salerni col punteggio di 7–6(2), 6–3